# Combinaison de natation
Pour les articles homonymes, voir Combinaison.

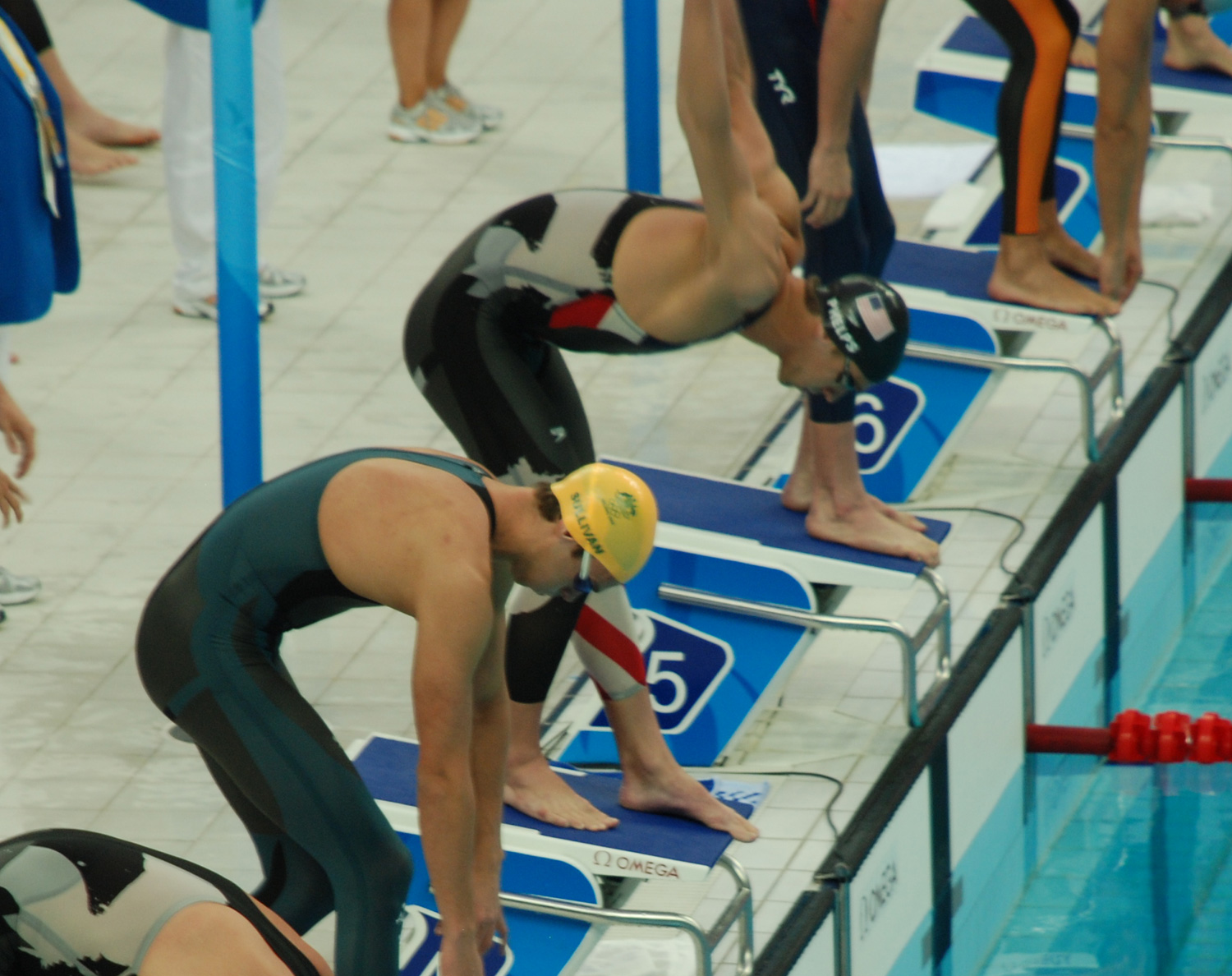
L'Australien Eamon Sullivan et l'Américain Michael Phelps vêtus d'une LZR Racer aux couleurs de leur pays, lors des Jeux olympiques d'été de 2008.

Une combinaison de natation est un vêtement souple composé de matériaux synthétiques couvrant d'un seul tenant le haut et/ou le bas du corps d'un nageur.
Elle diffère d'une part de la combinaison de plongée en ce sens qu'elle vise avant tout à augmenter l'hydrodynamisme du porteur ; d'autre part, contrairement aux maillots de bain conçus d'après des exigences esthétiques, les combinaisons sont avant tout imaginées afin d'aider le nageur lors des compétitions.
Une combinaison réduit les frottements et la traînée dans l'eau, améliore l'efficacité des mouvements des bras et des jambes. Dans cette recherche de l'efficacité, les ingénieurs s'attachent à reproduire les caractéristiques de la peau de certains animaux aquatiques, le requin en particulier. Introduites à grande échelle au tournant des années 2000, les combinaisons deviennent de plus en plus influentes jusqu'à susciter d'importants débats à partir de 2008 à la suite de l'amélioration de nombreux records. Aussi l'usage de cet équipement en compétition est-il en cours de réglementation tandis qu'émergent des enjeux financiers.

## Histoire

### Premières combinaisons, premières polémiques
C'est à la fin des années 1990 que sont utilisées les premières combinaisons qui remplacent ainsi progressivement les traditionnels maillots de bain. Avant les Jeux olympiques d'Atlanta de 1996, la marque TYR propose une combinaison en plusieurs pièces, avec des manchettes non fixées au reste, afin d'augmenter le confort du nageur au niveau des épaules. Ce modèle est refusé par la FINA dont le règlement stipule que la combinaison doit être d'un seul tenant. C'est lors de ces Jeux que l'Irlandaise Michelle Smith devient la première nageuse vêtue d'une combinaison à remporter une médaille d'or.
En 1999, la marque allemande Adidas défraie la chronique en mettant sur le marché une combinaison intégrale du cou aux poignets et chevilles. L'entreprise obtient un partenariat avec la star émergente du moment, l'Australien Ian Thorpe, pour tester et promouvoir cette tenue dont la technologie est validée par la Fédération internationale de natation. Malgré cela, il est reproché à cette combinaison de permettre une économie d'énergie par la réduction de la traînée et la compression du corps. L'Australien Speedo lance à son tour sa propre combinaison, la Fastskin, ce qui accroît la polémique sur l'utilisation de cette nouvelle technologie. Toutefois, la FINA valide les progrès de ces deux compagnies à l'occasion d'un congrès organisé à Koweït en octobre 1999. Statuant que les combinaisons intégrales ne violent pas les règlements en vigueur, la FINA invite néanmoins Speedo et Adidas à rapporter leurs travaux pour plus de transparence. Par ailleurs, la fédération laisse aux nageurs la totale liberté de choisir ou non de porter ces tenues en compétition.
Dès l'année suivante, plusieurs marques annoncent la confection de combinaisons telles Arena qui lance sa tenue Powerskin, Diana et sa Mach1 100 % silicone ou encore Asics,, ce quelques mois avant les Jeux olympiques d'été de 2000. À l'approche du principal rendez-vous de l'année, les critiques se multiplient notamment en Australie, le pays organisateur de ces Jeux, pays où la natation est reine. Ainsi, le double champion olympique Kieren Perkins et l'entraîneur en chef de l'équipe australienne Don Talbot craignent l'injustice que tous les nageurs ne puissent pas porter une combinaison,. Speedo réplique en affirmant être capable d'accélérer la production de combinaisons et de les mettre à la disposition de tous les nageurs avant les Jeux. En avril, à l'approche des sélections olympiques, le Comité olympique australien porte l'affaire des combinaisons devant le Tribunal arbitral du sport. Mais ce dernier se range derrière la FINA et les conclusions de la réunion de Koweït d'octobre 1999. Lors des sélections olympiques australiennes, tous les principaux nageurs disposent finalement de combinaisons Speedo. À l'inverse, en raison d'un nombre insuffisant de tenues, l'utilisation de la Speedo est interdite lors des sélections canadiennes. Une décision un temps partagée par les États-Unis qui interdisent l'utilisation des nouvelles combinaisons pour les Olympic Trials avant de se raviser,.

### La polémique portée à son paroxysme (2008-2010)

#### 2008, la LZR Racer

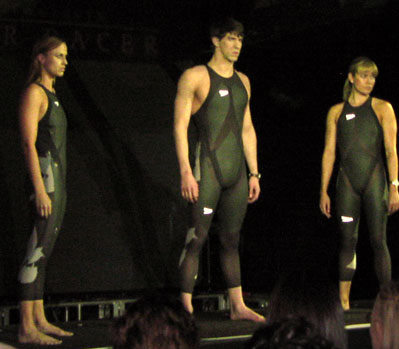
Campagne de lancement de la LZR Racer de Speedo aux États-Unis le 13 février 2008 à New York. L'équipe nationale américaine, avec Michael Phelps au centre, Natalie Coughlin à sa gauche et Amanda Beard à sa droite, sert de modèle à cette occasion.

Le 12 février 2008, Speedo lance sa nouvelle combinaison, la LZR Racer, élaborée en association avec la NASA et l'Australian Institute of Sport. Lancée en grande pompe à Sydney en présence de l'équipe nationale australienne, la marque décrit sa tenue comme la « première entièrement assemblée et soudée par ultrasons ». Elle affirme également que la LZR Racer diminue de 10 % la traînée par rapport à la Fastskin FS11 de 2004. Presque immédiatement après la commercialisation de la combinaison, de premiers records du monde sont battus et non des moindres. Le 16 février, la Zimbabwéenne Kirsty Coventry bat le deuxième plus ancien record du monde, celui du 200 m dos en grand bassin de la Hongroise Krisztina Egerszegi. Le lendemain, c'est au tour de l'Australien Eamon Sullivan de faire tomber l'une des plus anciennes marques, celle du 50 m nage libre en grand bassin du Russe Alexander Popov. À l'origine de nombreux records planétaires lors des Championnats d'Europe ou des Championnats du monde en petit bassin, la LZR est homologuée par la FINA le 12 avril malgré les protestations de son concurrent Arena,. À cette date, sur les dix-neuf records du monde en grand bassin battus depuis le début de l'année 2008, dix-huit l'ont été avec une LZR, un seul avec une Arena. Cette dernière subit d'ailleurs les pressions de ses nageurs sous contrat, insatisfaits des performances de la Powerskin R-Evolution.
Après les Championnats d'Europe en petit bassin en décembre 2008, où dix-sept records du monde tombent, des voix s'élèvent en faveur d'une réglementation de l'usage des combinaisons alors que d'autres mettent en évidence un « dopage technologique ». Des observateurs mettent également en avant certaines dérives comme la superposition d'au moins deux combinaisons l'une sur l'autre afin d'accroître la flottabilité. Fin 2008, le bilan annuel fait état de 105 records du monde battus dont 79 réalisés en portant la LZR Racer de Speedo.

#### 2009, le tout-polyuréthane
Pour répondre à ces inquiétudes, la Fédération internationale se réunit en mars 2009 à Dubaï pour statuer sur d'éventuelles modifications des règles. Le 14 mars 2009, la FINA adopte une charte qui interdit immédiatement l'usage des combinaisons intégrales ou le port de deux tenues l'une sur l'autre. En préambule, elle déclare ceci :

« La FINA tient à rappeler que la natation est un sport dont l'essence est la performance physique du sportif, le principe le plus fondamental. »

— Fédération internationale de natation, Charte de Dubaï du 14 mars 2009
Quelques jours plus tard, en vertu des nouvelles règles, un premier record planétaire est annulé. Deux jours après la réunion de Dubaï, la Suédoise Therese Alshammar est en effet disqualifiée d'une course à Sydney dont elle avait battu le record du monde, pour port de deux combinaisons. La nageuse se défend en mettant en avant des raisons d'intimité, mais la fédération australienne n'autorisait à cet escient qu'un slip de bikini sous la combinaison. De son côté, la FINA est plus stricte et maintient que rien ne peut se trouver sous la combinaison. Ainsi, pour la compétition en cours, les éventuels records des nageurs ne respectant pas le règlement de la FINA seront invalidés, et la fédération australienne déclare vouloir s'aligner dès que possible sur ce règlement.

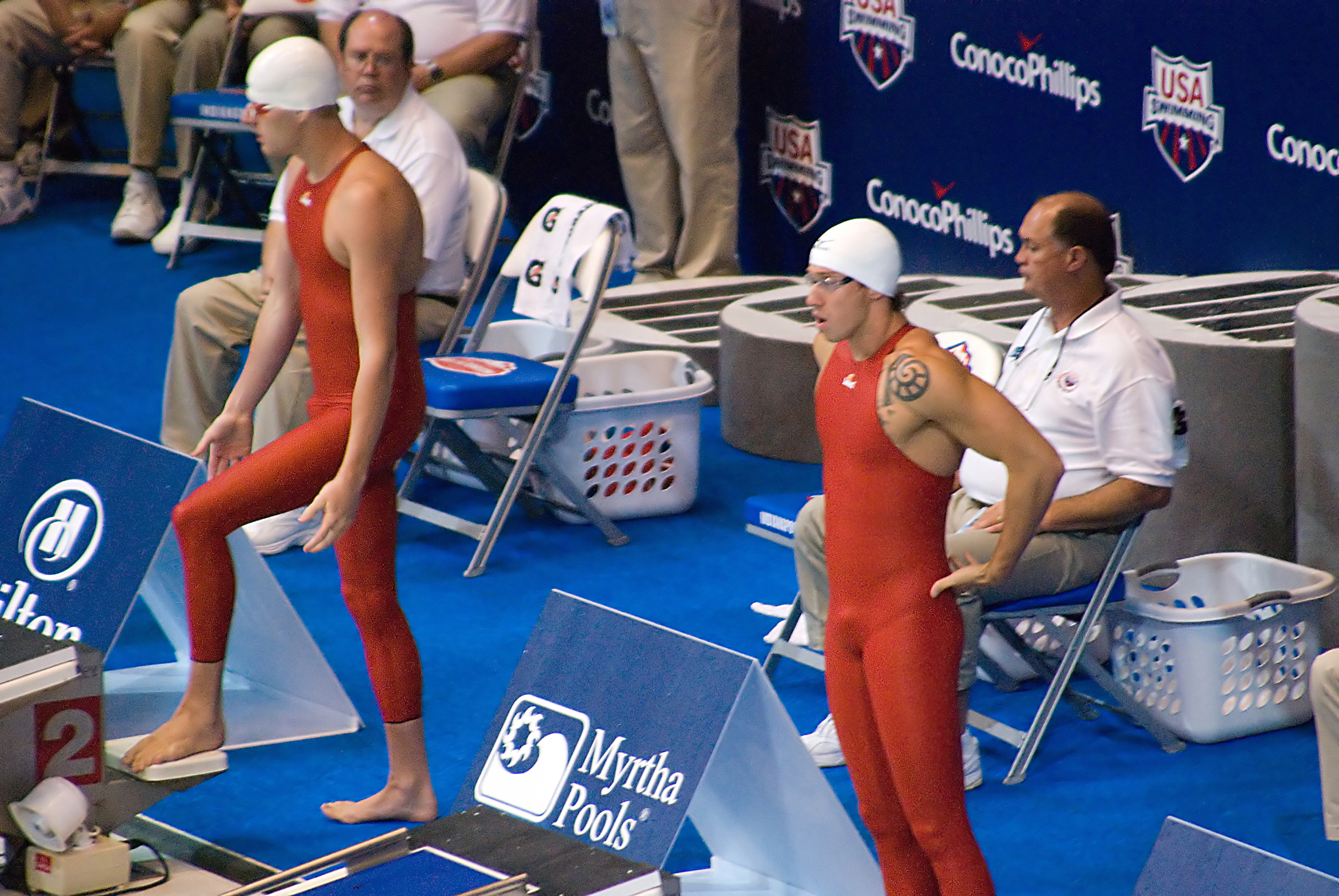
Nageurs portant une combinaison Jaked lors des Championnats des États-Unis 2009 à Indianapolis. À droite, le Français Frédérick Bousquet.

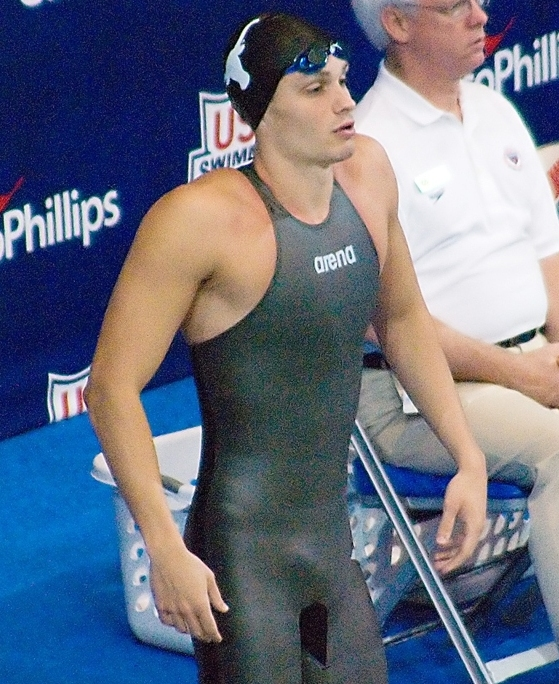
La combinaison X-Glide d'Arena portée par l'Américain Eric Shanteau lors des Championnats des États-Unis 2009 à Indianapolis.

Pourtant, à peine ces dispositions en place, le débat se cristallise autour d'une nouvelle combinaison, la 01 de l'Italien Jaked. Bien que validée par les autorités internationales, cette tenue supplante la LZR Racer vis-à-vis des critiques. De nombreux records tombent en avril lors de plusieurs championnats nationaux, durant lesquels des centaines de nageurs cherchent à se procurer la tenue. Dès lors, plusieurs temps sont stigmatisés et jugés peu crédibles. En France, les débats sont vifs lors des sélections nationales où deux barrières tombent : Frédérick Bousquet nage moins de 21 secondes sur 50 m, Alain Bernard moins de 47 secondes sur 100 m nage libre. Ce dernier porte toutefois une combinaison Arena non validée, la X-Glide. Le 19 mai 2009, un jour après s'être réunie à Lausanne, la Commission d'homologation de la FINA publie une liste de 202 combinaisons dont l'utilisation est autorisée. Parmi celles-ci ne figurent pas les combinaisons utilisées lors de certains records du monde dont ceux des 50 et 100 m nage libre dont la validation est alors en suspens,. Pourtant, le 22 juin 2009, la FINA fait marche arrière en publiant une seconde liste élargie des combinaisons autorisées. La combinaison Jaked obtient ainsi l'aval de même que celle modifiée d'Arena. En conséquence, six records du monde réalisés avec la tenue Powerskin X-Glide d'Arena — dont celui du 100 m nage libre — ou avec une Descente sont annulés.  Cette décision est vivement critiquée par la presse internationale, les nageurs et quelques personnalités de la natation mondiale,,. Certains parlent alors d'éventuelles collusions d'intérêts entre l'instance internationale et Jaked, une marque italienne, à quelques semaines des Mondiaux 2009 organisés en Italie.
Entretemps, la fédération internationale avait pourtant évoqué un retour à des vêtements en tissu. À ce titre, elle réfléchit à de nouveaux critères et une nouvelle réglementation pour 2010.

#### Vers un retour au tissu
Lors des Championnats du monde organisés en juillet 2009 à Rome, la FINA tient son habituel Congrès général (General Congress). Le 24 juillet, il vote à une très large majorité — 168 voix pour, 7 contre — une proposition américaine visant à interdire l'usage des tenues en polyuréthane à l'horizon 2010. Quatre jours plus tard, cette proposition est validée à l'unanimité par les membres du bureau exécutif de la FINA qui précise que les nouvelles dispositions sont applicables dès 2010.
Le 31 juillet, Julio Maglione, nouvellement élu président de la FINA, confirme l'adoption au 1er janvier 2010 des règles votées par le Bureau.
La mesure phare de cette proposition est l'interdiction du polyuréthane et le retour au tissu dans la composition des tenues,. Les réflexions autour de la composition de ce tissu sont confiées à des scientifiques dont les conclusions seront livrées en septembre 2009. Ce nouveau règlement prévoit aussi la restriction des tenues aux seuls pantalons limités au bas des genoux pour les hommes, idem pour les femmes mais un haut de corps non couvert au-delà des épaules,.
En ce qui concerne la question des records réalisés avec des combinaisons en polyuréthane, la FINA indique qu'ils ne seront pas annulés rétroactivement. En revanche, elle pourrait ajouter un astérisque devant chaque record, symbole d'une performance aidée d'une combinaison désormais non autorisée.

## Règlement officiel

### Règles générales
La réglementation des combinaisons est le 5e point évoqué dans le « règlement général » de la Fédération internationale de natation. Six points différents y sont listés :
1. La première règle demande aux nageurs que leur tenue respecte la décence et ne froisse aucunement les sensibilités (GR 5.1).
2. La deuxième loi interdit la transparence (GR 5.2).
3. La troisième loi stipule que la tenue d'un nageur doit comporter une ou deux pièces, qu'elle ne doit couvrir le corps au-delà du cou, des poignets et de la cheville[Note 1]. Elle précise en outre que le port d'accessoires prolongeant la combinaison au niveau des membres n'est pas autorisé (GR 5.3).
4. Le quatrième point autorise les juges à exclure un nageur contrevenant aux règles précédemment évoquées (GR 5.4).
5. La cinquième loi enjoint aux confectionneurs de combinaison de soumettre toutes leurs innovations auprès de la FINA afin d'obtenir l'approbation de la fédération (GR 5.5).
6. La sixième règle précise que les confectionneurs doivent s'assurer que les combinaisons soient disponibles pour tous les nageurs (GR 5.6).

### Règles particulières
Dans le règlement relatif aux lois particulières (By Laws), deux règles sont développées dans le point 8 relatif aux tenues de natation :
1. Le premier point stipule que pour être utilisées lors des Jeux olympiques ou des Championnats du monde, les combinaisons doivent être approuvées par la FINA au moins douze mois avant le début de ces compétitions. En outre, il est précisé que ces combinaisons doivent être accessibles à tous au 1er janvier de l'année correspondant à celle du championnat (BL 8.1).
2. La deuxième règle interdit aux nageurs de porter plus d'une combinaison, prohibant ainsi la superposition de deux ou plusieurs tenues. Elle précise aussi qu'une combinaison ne peut couvrir le corps au-delà des épaules, des chevilles et du cou. Elle précise enfin que le port d'accessoires prolongeant la combinaison au niveau des membres n'est pas autorisé (BL 8.2).

### Homologation, contrôle
En annexe au point 55 du règlement général, la Fédération internationale joint un document intitulé « Exigences de la FINA concernant l'approbation des combinaisons de natation sportive ». Il réglemente notamment les caractéristiques techniques des combinaisons. Le texte est mis à jour après l'adoption par la FINA de la Charte de Dubaï le 14 mars 2009,. La fédération entend ainsi apporter une réponse aux débats qui animent la natation mondiale depuis 2008 quant à la réglementation du port des combinaisons en compétition. Pour ce faire, le Bureau de la FINA a amendé ce règlement désormais valable jusqu'au 31 décembre 2009.
Concernant le design de la combinaison, le document reprend presque mot pour mot les thèmes de la décence ou du nombre de pièces. En revanche, après l'amendement de 2009, la combinaison ne doit plus couvrir le corps au-delà des épaules alors qu'il était possible d'aller jusqu'au poignet auparavant. Vis-à-vis du matériel, il est notamment précisé que les matériaux utilisés ne doivent pas être nocifs pour la santé. Plusieurs critères techniques sont évoqués : épaisseur maximale d'1 mm, la flottabilité ne peut excéder le seuil d'1 N. Il est également précisé que plusieurs matériaux peuvent être utilisés pour concevoir une tenue.
Des contrôles divers sont effectués dans la chambre d'appel avant chaque course. Les tests d'homologation sont eux effectués en laboratoire et non piscine avec des combinaisons portées. En juin 2009, la FINA se déclare incapable de mesurer l'effet air-trapping ou piège à bulles (des bulles d'air piégées sous la combinaison permettraient une meilleure flottabilité) :

« L'exécutif a estimé que prouver l'effet d'air-trapping en situation d'utilisation était complexe, et que cela exigerait un temps considérable pour élaborer les mécanismes de contrôle et les méthodes de tests qui permettraient de mettre cet effet en évidence avec une certitude absolue. »

— Fédération internationale de natation, FINA Executive Meeting/Swimsuits

## Composition
- Polyuréthane
- Élasthanne
- Polytétrafluoroéthylène

## Industrie

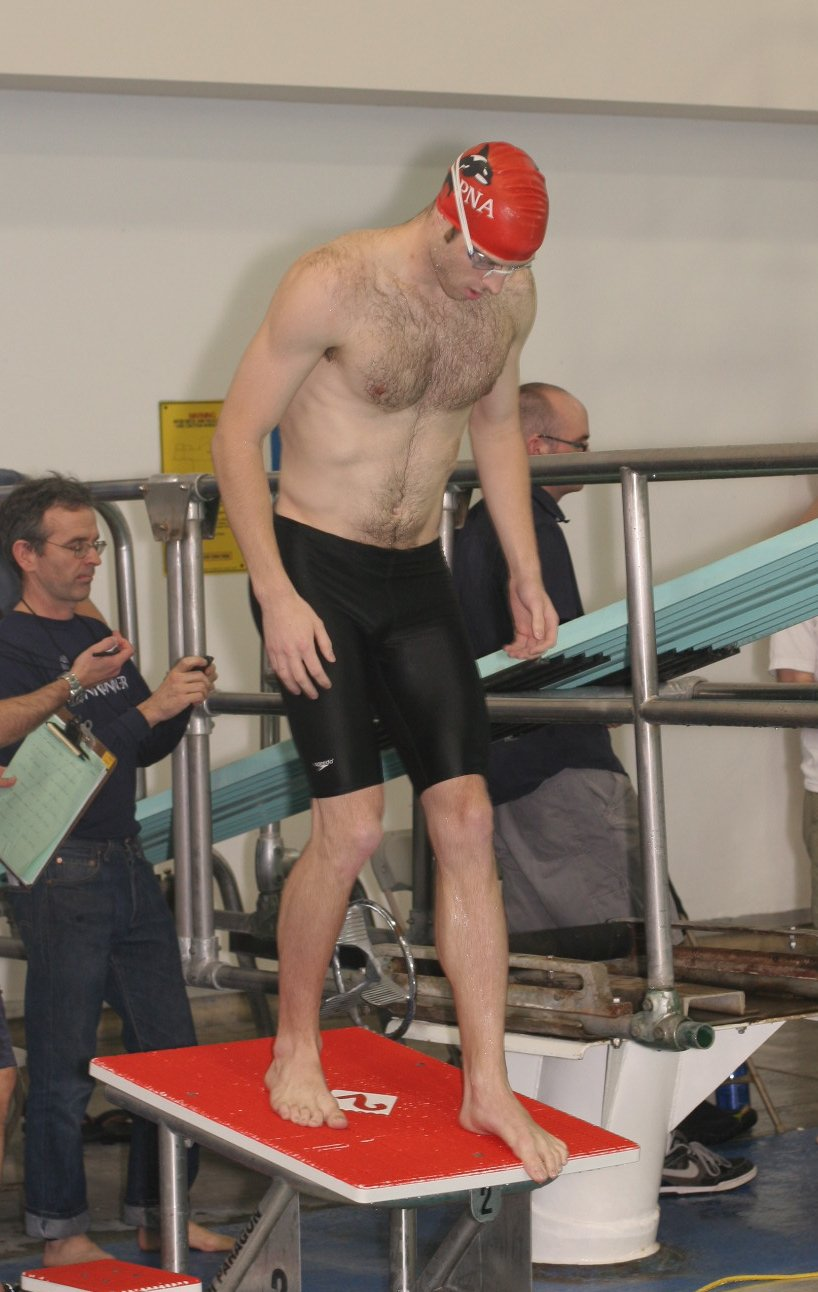
Nageur portant un jammer

### Types de combinaison
- Combinaison intégrale : recouvre l'ensemble du corps, du cou aux poignets et chevilles (full bodyskin)[Note 2].
- Combinaison partielle :
  - recouvre l'ensemble du corps, du cou aux chevilles mais laissant libre les épaules et les bras (bodyskin).
  - recouvre l'ensemble du corps, du cou au-dessus des genoux mais laissant libre les épaules et les bras (kneeskin).
  - recouvre uniquement les membres inférieurs de la taille aux chevilles (legskin ou legging suit).
  - recouvre uniquement les membres inférieurs de la taille au-dessus des genoux (jammer).

### Confectionneurs
Le nombre de confectionneurs de combinaisons de natation n'a cessé d'augmenter durant la décennie. À titre d'exemple, neuf fabricants sont conviés à des réunions décisionnaires au début des années 2000, contre 12 en 2006 et 21 en 2009. En mai 2009, les tenues de 18 confectionneurs figurent dans une liste des combinaisons homologuées par la FINA alors que 21 marques ont proposé leurs tenues à validation. Cette liste est portée à 25 marques autorisées un mois plus tard.
Voici une liste non exhaustive de confectionneurs actuels ou passés :
- Adidas*
- Agon Swim*
- Akron*
- Arena*
- Asics*
- Blueseventy*
- Descente*
- Diana*
- Essenuoto*
- Finis*
- Footmark*
- Jaked*
- Kiwami*
- Leonian*
- Mizuno*
- Mosconi*
- Okeo*
- Orca*
- Orvar*
- Nike
- Reebok
- Rocket Science Sports*
- Sailfish*
- Speedo*
- Sports Hig*
- TYR*
- Yamamotohokosyo*

* Marque dont au moins un modèle de combinaison a été homologué en juin 2009.

### Partenariat avec les nageurs ou les fédérations

#### Ian Thorpe
Peu de temps après les Championnats pan-pacifiques 1999, l'entourage de Thorpe annonce avoir signé un contrat de partenariat avec l'équipementier sportif allemand Adidas, une association dont le montant n'est pas révélé. Toutefois, l'équipe nationale australienne ayant un contrat d'exclusivité avec l'Australien Speedo, plusieurs mois de négociations sont nécessaires qu'il obtienne l'aval de sa fédération de porter cette tenue,.
Lié par contrat à Adidas à partir de 1999, Ian Thorpe est le premier à nager avec une combinaison intégrale en compétition la même année. En 2003, il est la tête d'affiche de la campagne de publicité d'une nouvelle combinaison intégrale qualifiée de « révolutionnaire » par l'équipementier qui a dès le début associé le nageur au développement de ce nouveau produit.

#### Australie
En février 2008, à l'occasion du lancement commercial de la combinaison LZR Racer de Speedo, une partie de l'équipe nationale australienne, en contrat avec le confectionneur, sert de modèle pour présenter l'innovation aux observateurs et médias à Sydney. L'entreprise organise plusieurs démonstrations similaires à travers le monde, à Londres, New York et Tokyo pour promouvoir cette nouvelle « seconde peau ».